# Clintonite
La clintonite est un minéral rare de la classe des silicates, sous-classe des  phyllosilicates contenant du calcium, du magnésium et de l'aluminium. Elle fait partie du groupe de la margarite des micas et du sous-groupe souvent appelé les micas « cassants ». Sa formule chimique peut être affichée comme Ca(Mg,Al)3(Al3Si)O10(OH)2 et CaAlMg2(SiAl3O10)(OH)2. Comme les autres micas et les chlorites, la clintonite est monoclinique sous forme cristalline et présente un clivage basal parfait parallèle à la surface plane des plaques ou écailles. Sa dureté Mohs va jusqu'à 6,5 et sa gravité spécifique est de 3,0 à 3,1. Elle se présente sous forme de masses et de grappes radiales de couleur variable, incolore, verte, jaune, rouge à brun rougeâtre. Son symbole IMA est Cln.
Les micas cassants diffèrent chimiquement des micas dans le fait qu'ils contiennent moins de silice et pas d'alcalis (Na et K), et des chlorites en contenant beaucoup moins d'eau. À bien des égards, ils sont intermédiaires entre les micas et les chlorites. La clintonite et sa variété riche en fer, la xanthophyllite, sont parfois considérées comme les analogues calciques des phlogopites.
L'environnement de formation typique est la dolomie serpentinisée et les skarns métamorphosés par contact. La clintonite se forme avec le talc, la spinelle, le grossulaire, la vésuvianite, du clinopyroxène, la monticellite, la chondrodite, la phlogopite, la chlorite, du quartz, la calcite et la dolomite.
La clintonite a été décrite pour la première fois en 1843 pour une occurrence dans le comté d'Orange, dans l'état de New York. Elle a été nommée en l'honneur de DeWitt Clinton (1769–1828), maire de la ville de New York, puis gouverneur de l'état de New York.
Brandésite, calciotalc et seybertite sont des synonymes de la clintonite.